# Adunarea parlamentară federală din Etiopia
Parlamentul Etiopiei este format din două camere:
- Casa Federației (camera superioară);
- Camera Reprezentanței Popoarelor (camera inferioară).

Creat odată cu adoptarea Constituției etiopiene din 1995, Parlamentul a înlocuit Shengo național ca ramură legislativă a guvernului etiopian.
Pe lângă Partidul Prosperității aflat la guvernare (cunoscut anterior ca Frontul Democrat Revoluționar al Poporului Etiopian), multe partide de opoziție sunt reprezentate în Parlamentul etiopian. Reprezentanții din regiunea Oromia ocupă cele mai multe poziții, iar reprezentanții din regiunea Amhara ocupă a doua poziție, în corelație cu ordinea populației din statele corespunzătoare. Diverse partide de opoziție, inclusiv Forțele Democratice Unite Etiopiene (FDUE), Partidul Democrat Etiopian, Partidul Democrat Popular Somalian (PDPS), Liga Democrată Etiopiană (LDE), Mișcarea Democrată Populară Gambelă (MDPG), Organizația Unității Tuturor Etiopienilor (OUTE), Mișcarea Federală Democrată Oromoană (MFDO) și Frontul de Unitate Democrată Populară Benishangul-Gumuz (FUDPBG) dețin multe funcții în parlament.